# Gruppo di NGC 4410
Il Gruppo di NGC 4410 è un gruppo di galassie interagenti nella costellazione dei Vergine ad oltre 340 milioni di anni luce dalla Terra.
Il gruppo è formato da 11 componenti, alcuni dei quali molto distanti. Le principali galassie sono collegate tra loro da code mareali. NGC 4410A e NGC 4410B (la coppia è denominata anche come Markarian 1325) sono le più vicine e mostrano di attraversare le fasi preliminari alla loro fusione.
Il 1º gennaio 1965 nella galassia NGC 4410B è stata individuata una supernova catalogata come SN 1965A.

## Galassie componenti del gruppo di NGC 4410
| Nome      | R.A.          | DEC          | Tipo     | Distanza dal sole (milioni di anni luce) | Redshift (z) | Magnitudine apparente | Diametro apparente | Altre denominazioni                                                                             |                                                                |
| --------- | ------------- | ------------ | -------- | ---------------------------------------- | ------------ | --------------------- | ------------------ | ----------------------------------------------------------------------------------------------- | -------------------------------------------------------------- |
| NGC 4410A | 12h 26m 28.2s | +09° 01′ 09″ | Sab pec? | 333                                      | 0,024197     | 13,8                  | 1′,3 × 0′,8        | PGC 40694, VCC 904 (insieme a NGC 4410B: Mrk 1325, KPG 335, UGC 7535, CGCG 70-73, MCG +2-32-47) |                                                                |
| NGC 4410B | 12h 26m 29.6s | +09° 01′ 09″ | S0? pec  | 347                                      | 0,025237     | 15,0                  | 0′,5 × 0′,5        | PGC 40697, VCC 907 (insieme a NGC 4410A: Mrk 1325, KPG 335, UGC 7535, CGCG 70-73, MCG +2-32-47) |                                                                |
| NGC 4410C | 12h 26m 35.5s | +09° 02′ 07″ | S0?      | 345                                      | 0,025101     | 15,5                  | 0′,8 × 0′,6        | IC 790, PGC 40713, CGCG 70-75, MCG +2-32-51, VCC 919                                            | IC 790, PGC 40713, CGCG 70-75, MCG +2-32-51, VCC 919           |
| NGC 4410D | 12h 26m 44.3s | +09° 02′ 54″ | SBa(s)   | 320                                      | 0,023143     | 14,8                  | 0′,7 × 0′,6        | PGC 40736, CGCG 70-79, MCG +2-32-54, IRAS F12242+0919, VCC 934                                  | PGC 40736, CGCG 70-79, MCG +2-32-54, IRAS F12242+0919, VCC 934 |
| NGC 4410E | 12h 26m 31.6s | +09° 07′ 23″ | S        | 338                                      | 0,024534     | 16,0                  | 0′,6 × 0′,4        | PGC 94212                                                                                       | PGC 94212                                                      |
| NGC 4410F | 12h 26m 40.9s | +09° 00′ 54″ |          | 330                                      | 0,023968     | 16,6                  | 0′,32 × 0′,29      | PGC 1358003                                                                                     | PGC 1358003                                                    |
| NGC 4410G | 12h 26m 57.8s | +09° 01′ 05″ |          | 1.165                                    | 0,091603     | 16,9                  | 0′,47 × 0′,2       | PGC 94214, 2MASX J12265781+0901048                                                              | PGC 94214, 2MASX J12265781+0901048                             |
| NGC 4410H | 12h 26m 59.2s | +08° 57′ 32″ |          | 337                                      | 0,02449      | 15                    | 0′,81 × 0′,4       | 2MASX J12265916+0857318, VCC 961, CGCG 070-087, PGC 40776                                       | 2MASX J12265916+0857318, VCC 961, CGCG 070-087, PGC 40776      |
| NGC 4410I | 12h 26m 48.1s | +08° 57′ 42″ |          | 1.101                                    | 0,086153     | 16,8                  | 0′,36 × 0′,33      | PGC 1357051, 2MASX J12264809+0857424                                                            | PGC 1357051, 2MASX J12264809+0857424                           |
| NGC 4410J | 12h 27m 03.7s | +09° 05′ 42″ |          | 1.083                                    | 0,084678     | 17,1                  | 0′,56 × 0′,16      | PGC 1359514, 2MASX J12270368+0905428                                                            | PGC 1359514, 2MASX J12270368+0905428                           |
| NGC 4410K | 12h 27m 29.1s | +09° 02′ 36″ |          | 342                                      | 0,024877     | 17,11                 | 0′,32 × 0′,28      | PGC 94222, 2MASX J12272911+0902365                                                              | PGC 94222, 2MASX J12272911+0902365                             |